# L'Inspiratrice (film, 1942)
Ne doit pas être confondu avec L'Inspiratrice (Inspiration), film de Clarence Brown, de 1931
Pour plus de détails, voir Fiche technique et Distribution.
L'Inspiratrice (The Great Man's Lady) est un film américain en noir et blanc réalisé par William A. Wellman, sorti en 1942.

## Synopsis
Eternal Hannah Sempler raconte l'histoire de sa vie à un journaliste. En 1848, elle tombe amoureuse d'Ethan Hoyt. En tant que pionniers, ils fondent ensemble une nouvelle ville dans le Far West.

## Fiche technique
- Titre : L'Inspiratrice
- Titre original : The Great Man's Lady
- Réalisation : William A. Wellman
- Scénario : W.L. River d'après l'histoire The Human Side de Viña Delmar, Seena Owen et Adela Rogers St. Johns
- Production : William A. Wellman
- Société de production et de distribution : Paramount Pictures
- Photographie : William C. Mellor
- Montage : Thomas Scott
- Musique : Victor Young
- Direction artistique : Hans Dreier et A. Earl Hedrick
- Costumes : Edith Head
- Effets visuels : Gordon Jennings
- Pays d'origine : États-Unis
- Format : noir et blanc - 1.37:1 - son : Mono (Western Electric Mirrophonic Recording)
- Genre : Western
- Durée : 90 min
- Dates de sortie :
  -  États-Unis : 29 avril 1942 (première à New York)
  -  France : 15 juillet 1945

## Distribution
- Barbara Stanwyck : Hannah Sempler
- Joel McCrea : Ethan Hoyt
- Brian Donlevy : Steely Edwards
- K. T. Stevens : Biographe
- Thurston Hall : M. Sempler
- Lloyd Corrigan : M. Cadwallader
- Etta McDaniel : Delilah
- Frank M. Thomas : M. Frisbee
- William B. Davidson : Sénateur Knobs
- Lillian Yarbo : Mandy
- Helen Lynd : Bettina Sempler
- Mary Treen : Persis
- Lucien Littlefield : Rédacteur en chef
- John Hamilton : Sénateur Grant
- Fred Toones : Pogey

Et, parmi les acteurs non crédités :
- Theodore von Eltz : Hank Allen
- Fern Emmett : Secrétaire du rédacteur en chef
- George Irving : Docteur Adams